# 1973年的弹子球
《1973年的弹子球》，是日本作家村上春樹所做的第二部长篇小说，发表于1980年，是《鼠的三部曲》的第二部（另外两部是《且听风吟》和《寻羊冒险记》）。

## 簡介
中國出版的译本由林少华翻译，台灣及香港出版的译本则由赖明珠翻译。最早出版時，出版社擔心讀者會對年代反感，因此賴明珠翻譯的版本最早的書名為《失落的彈珠玩具》。
该小说大概是作者的长篇小说中最不流行的一部，不过已经具备了典型村上春樹式小说的大多数特点，包括充满超现实主义味道的故事和遥接《挪威的森林》的伤感气息。
小说由两个相对独立的故事所组成，即“我”的故事和鼠的故事，两组故事交叉叙述。

## 情節
1973年，伴随着对大学生活和逝去的大学女友直子的回忆，“我”已经从大学毕业，做英语翻译工作谋生，（奇怪地）与一对难以分辨的双胞胎女孩同居于高尔夫球场旁的公寓裡。一天“我”偶然的想起了1970年前后大学时与鼠常一起去的酒吧裡的一台“宇宙飞船”弹子球机。“我”感到那台曾经吃掉自己无数硬币的弹子球机在呼唤自己。因此，“我”做出了许多努力去寻找它，其间与两个女友一起在郊外的水库为公寓拆下来的旧电话配电盘举行了一个奇异的葬礼。终于，我找到了与其他数十台弹子球机一起收藏在一个旧养鸡场仓库的那台传奇的弹子球机。然而，“我”并没有玩弹子球机，只是漠然地离开了它。随后“我”送别了相处多日的两个女友，回到属于自己的孤独中。
同期，在1970从大学退学，自觉丧失了现实感的鼠，在故乡出入于日籍华人杰的酒吧，和海边在建筑师事务所工作的女友的公寓之间。经过长期的心理挣扎，鼠终于决定离开知交的杰和钟情的女友，收拾行装，离开这熟悉的故乡。